# Gale Hansen
Gale Hansen es un actor estadounidense que interpretó a Charlie Dalton, también conocido como Nuwanda, en la película Dead Poets Society (1989).

## Biografía
Nació en 1961 en el seno de una familia trabajadora. Actualmente es muy activo en el teatro.
La esposa de Gale es Brittney Hansen, a la cual conoció cuando apareció junto a él en la película Shaking the Tree de 1992.

## Filmografía
- Mi fobia social 2006
- El último héroe 1997
- Shaking the Tree 1992
- Halcones de mar 1991
- Dead Poets Society 1989
- Zelig 1983

También ha trabajado en las siguientes series para TV:
- Beyond Belief: Fact or Fiction (1 episodio) 
  - Perfect Record (20 de marzo de 1998) - Oficial de Seguridad
- Se ha escrito un crimen (1 episodio) 
  - Murder of the Month Club (4 de diciembre de 1994) - Arnold Wynn/Jason Bayer Saxon
- "Class of '96" (17 episodios ) 
  - Pilot (19 de enero de 1993) - Samuel 'Stroke' Dexter
  - They Shoot Baskets, Don't They (26 de enero de 1993) - Samuel 'Stroke' Dexter
  - Breaking up Is Hard to Overdue (2 de febrero de 1993) - Samuel 'Stroke' Dexter
  - Midterm Madness (9 de febrero de 1993) - Samuel 'Stroke' Dexter
  - Look Homeward Angela (16 de febrero de 1993) - Samuel 'Stroke' Dexter
  - The Adventures of Pat's Man and Robin (23 de febrero de 1993) - Samuel 'Stroke' Dexter
  - David Is Authorized (2 de marzo de 1993) - Samuel 'Stroke' Dexter
  - The Accused (9 de marzo de 1993) - Samuel 'Stroke' Dexter
  - When Whitney Met Linda (16 de marzo de 1993) - Samuel 'Stroke' Dexter
  - Parents Weekend (23 de marzo de 1993) - Samuel 'Stroke' Dexter
  - The Best Little Frat House at Havenhurst (30 de marzo de 1993) - Samuel 'Stroke' Dexter
  - Bright Smoke, Cold Fire (6 de abril de 1993) - Samuel 'Stroke' Dexter
  - Greenwich Mean Time (20 de abril de 1993) - Samuel 'Stroke' Dexter
  - Educating David (27 de abril de 1993) - Samuel 'Stroke' Dexter
  - Howie Farr Is Too Far (4 de mayo de 1993) - Samuel 'Stroke' Dexter

The Jessica File (11 de mayo de 1993) - Samuel 'Stroke' Dexter   
See You in September (25 de mayo de 1993) - Samuel 'Stroke' Dexter   
- Datos: Q1336571